# Mary Murtfeldt
Mary Esther Murtfeldt, née en 1848 à New York et décédée en  1913, est une entomologiste américaine.

## Biographie
Née en 1848 à New-York, elle est l'une des quatre filles de Charles W. Murtfeldt, un immigré allemand écrivain. Bien qu'elle soit née à New-York, elle grandit à Rockford en Illinois et vécut une grande partie de sa vie avec son père et sa sœur à Kirkwood dans le Missouri. Estropié par la poliomyélite durant sa jeunesse, elle aura besoin de béquilles toute sa vie pour se déplacer.
Elle étudie au Collège de Rockford (en) de 1858 à 1860. En 1868, son père devient éditeur du Colman's Rural World et Mary s'intéresse alors à l'entomologie. Encouragée par Charles Valentine Riley, célèbre entomologiste de l'état du Missouri, elle est embauchée en tant qu'adjointe locale au Bureau de l'entomologie du département fédéral de l’agriculture.
Murtfeldt travailla particulièrement sur les liens entre l'entomologie et la botanique. Elle découvre la pollinisation du Yucca et créé une importante collection de spécimen de plantes à St Louis dans le Missouri.